# Абекассиш, Сну
Сну Абекассиш (порт. Snu Abecassis; 7 октября 1940, Копенгаген — 4 декабря 1980 Камарате), урождённая Эбба Мерете Сейденфаден (дат. Ebba Merethe Seidenfaden) — португальская издательница датского происхождения, фактическая супруга Франсишку Са Карнейру — лидера португальской Социал-демократической партии и премьер-министра Португалии в 1980 году. Погибла вместе с Са Карнейру в авиационной катастрофе.

## Происхождение и первый брак
Родилась в известном датском семействе немецкого происхождения. Эрик Сейденфаден, отец Сну Абекассиш, был основателем крупной копенгагенской газеты Dagbladet Information, вёл активную антинацистскую пропаганду, во время Второй мировой войны выступал на стороне Антигитлеровской коалиции и сотрудничал с британской разведкой. Ютте Кааструп-Олсен, мать Сну Абекассиш, также была известной журналисткой левого направления. Несколько родственников Сну Абекассиш участвовали в Движении сопротивления.
С детства Эбба получила прозвище Snu — Сну (на датском языке: «умная», «хитрая»), постепенно ставшее её личным именем. Ранние годы провела в Стокгольме. Затем училась в английской школе-интернате.
В Лондоне Сну познакомилась с португальским бизнесменом еврейского происхождения Вашку Абекассишем. В 1961 году вышла замуж за Абекассиша. Некоторое время они прожили в США, затем переехали на жительство в Португалию. В браке супруги Абекассиш имели троих детей — сына Рикарду, дочерей Микаэлу и Ребекку.

## Оппозиционное издательство
По семейной традиции Сну Абекассиш придерживалась левых политических взглядов, была полностью привержена концепции прав человека. Португальское Новое государство было ей глубоко враждебно. Она отвергала салазаристскую диктатуру с её ультраконсервативной идеологией, осуждала репрессии ПИДЕ, не принимала патриархальных нравов. Но во второй половине 1960-х в Португалии уже существовали возможности для выражения оппозиционных взглядов.
1 октября 1965 года Сну Абекассиш учредила в Лиссабоне издательство Dom Quixote — «Дон Кихот» (в название был вложен нонконформистский смысл). С издательством Сну Абекассиш сотрудничали такие авторы, как поэтесса-феминистка Мария Тереза Орта, поэтесса-социалистка София ди Мелу Брейнер, поэты-оппозиционеры Руй Белу, Антониу Рамуш Роза, Эрберту Элдер, Алешандре О’Нил, поэтесса и оппозиционная активистка, сторонница Умберту Делгаду Наталия Коррейя. Дом Сну Абекассиш превратился в своеобразное место сбора антиправительственной интеллигенции.
Публикации «Dom Quixote» пропагандировали гражданские и политические свободы, обличали авторитарный произвол и клерикальное ханжество, протестовали против войны во Вьетнаме. В 1967 году Сну Абекассиш организовала краткий приезд в Португалию советского поэта Евгения Евтушенко (результатом стало стихотворение Любовь по-португальски). При этом Сну Абекассиш поддерживала не только португальскую антиавторитарную оппозицию и западные левые движения, но и советское диссидентство. В «Dom Quixote» издавались произведения Александра Солженицына.
Деятельность Сну Абекассиш вызывала серьёзное недовольство ПИДЕ. Тиражи изданий несколько раз конфисковывались. Для хранения материалов «Dom Quixote» Сну Абекассиш использовала методы конспирации. Тайная полиция ставила вопрос о закрытии издательства. Однако соответствующее решение регулярно откладывалось правительством по соображениям внешнеполитического имиджа.

## Фактический брак с Са Карнейру
25 апреля 1974 года португальская Революция гвоздик свергла режим «Нового государства». В стране утвердились все политические свободы, в том числе свобода печати. Сну Абекассиш активно включилась в политическую публицистику. Издательство запланировала публикацию выступлений лидеров Социал-демократической (СДП), Социалистической (СП) и Коммунистической (ПКП) партий.
В ходе подготовки этого проекта в январе 1976 года Наталия Коррейя познакомила Сну Абекассиш с лидером СДП Франсишку Са Карнейру. Между Сну и Франсишку сразу возникло взаимное чувство (о чём Коррейя предупреждала заранее).

Политик, который не был знаком со Сну — ни лично, ни заочно — связался с Коррейа. Выслушав его, она неожиданно выдала: «Она — спящая принцесса, которая покоится в ледяном склепе в ожидании принца, который разбудит её горячим поцелуем. Принц — это Вы. Позвоните ей и пригласите в ресторан на обед». Затем Наталия позвонила Сну: «Девочка моя, сказочный принц, которого ты ждёшь, предстанет перед тобой»

После нескольких встреч они решили соединиться. Несмотря на то, что оба состояли в браке, Абекассиш имела троих детей, Са Карнейру — пятерых. О своём намерении Франсишку Са Карнейру и Сну Абекассиш заявили публично (общественный статус Са Карнейру в любом случае исключал сокрытие). Вашку Абекассиш согласился на развод. Однако Изабел Са Карнейру ответила категорическим отказом. Семья Са Карнейру распалась. Франсишку и Сну вступили в отношения фактического брака и стали жить вместе в Лиссабоне с одним из сыновей — Франсишку-младшим (в отношении которого Сну изъявила намерение «воспитать заново»). Изабел Са Карнейру с четырьмя детьми жила в Порту.
Консервативное общество Португалии 1970-х в целом негативно восприняло происходящее. Политические круги, католическая церковь, партийные руководители и активисты возмущались поведением лидера СДП. Обличительную кампанию возглавлял лидер СП Мариу Соареш, главный политический конкурент Франсишку Са Карнейру. Личные дела лидера СДП использовались в качестве предвыборного компромата. Это привело к разрыву прежних дружеских отношений между Соарешем и Абекассиш, несмотря на извинительные объяснения.

«Принцесса, пришедшая с холода» была упрямой женщиной, сильной и полной жизни.

Положение осложнялось тем, что партия Са Карнейру выступала с позиций защиты традиционных католических ценностей. Развод и повторный брак лидера с разведённой женщиной из протестантской страны на этом фоне выглядел немыслимым образом.
Однако Са Карнейру, отличавшийся индивидуалистичным характером и большим упорством, принял твёрдое решение отстоять своё право на свободу личной жизни. Это рассматривалось как принципиальный момент разрыва с бытовыми традициями салазаризма. Его активно поддерживала Наталия Коррейя, называвшая связь Франсишку со Сну «самым значительным после 25 апреля революционным поступком».
Са Карнейру отказывался посещать официальные приёмы, если туда не приглашалась Абекассиш (в результате на встречу с президентом США Джимми Картером отказалась явиться Мануэла Эанеш — жена президента Португалии Рамалью Эанеша, не признававшая статуса Абекассиш). Са Карнейру постоянно появлялся вместе со Сну на публичных и массовых мероприятиях, демонстрировал свои чувства к ней. Он пригрозил уйти в отставку с поста председателя СДП, если партия не примет новую спутницу его жизни. Угроза возымела действие: внутрипартийная критика прекратилась.
Со своей стороны Сну Абекассиш проявляла искреннюю любовь к Португалии и заботу об интересах партии своего фактического супруга (хотя, по отзывам знавших её людей, никак не могла привыкнуть к недисциплинированности и неорганизованности португальского общества). Вела она себя скромно и доброжелательно. По мнению видного деятеля СДП Марселу Ребелу ди Соза (с 2016 года — президент Португалии), Сну Абекассиш помогала Са Карнейру «открытием широкого взгляда на мир» — что ранее было несвойственно для португальского националиста. Постепенно Сну Абекассиш завоёвывала всё большие симпатии в стране, если не среди политической элиты, то среди простых португальцев.
В декабре 1979 года правоцентристская коалиция Демократический альянс во главе с Са Карнейру одержала убедительную победу на парламентских выборах. Франсишку Са Карнейру стал премьер-министром Португалии. Выборы в октябре 1980 года принесли СДП и Демократическому альянсу ещё больший успех. Стало очевидным, что большая часть общества не считает решение Са Карнейру непростительной виной.
В начале декабря 1980 года Изабел Са Карнейру дала согласие на развод. Однако Франсишку и Сну не успели об этом узнать.

## Гибель
7 декабря 1980 в Португалии предстояли президентские выборы. Демократический альянс выдвинул своего кандидата — генерала Антониу Соареша Карнейру (однофамилец Франсишку). Ночью 4 декабря 1980 Франсишку Са Карнейру, Сну Абекассиш, министр обороны Аделину Амару да Кошта, его жена Мария да Силва Пиреш и начальник канцелярии премьер-министра Антониу Патришиу Говейя вылетели из Лиссабона в Порту — на митинг в поддержку Соареша Карнейру. Впоследствии стало известно, что Сну настояла на полёте вместе с Франсишку, потому что предчувствовала беду. Однако она ожидала её в Порту, тогда как трагедия случилось в полёте.
Через несколько секунд после вылета из аэропорта Портела самолёт Cessna 421 упал на территории Камарате. Все находившиеся на борту — пять пассажиров и два пилота — погибли. Официальное расследование определило катастрофу как аварию из-за нехватки топлива. Существуют многочисленные версии теракта (некоторые из них по-своему убедительны), но доказательных подтверждений они версии не имеют.
Отпевание Сну Абекассиш и Франсишку Са Карнейру проводилось раздельно, но похоронены они были вместе на лиссабонском кладбище Алту-ди-Сан-Жуан. Над могилой выступила мать Сну. По её словам, «всё что могла Сну отдавала Франсишку, а через него — Португалии».

## Память
Историю любви Сну Абекассиш и Франсишку Са Карнейру относят к «романтичным и интригующим эпизодам XX века». Их часто сравнивают с легендарным примером короля Педру I и фрейлины Инеш ди Каштру.
В 2003 году в Португалии издана книга Snu — биография Сну Абекассиш, написанная её матерью с предисловием Марселу Ребелу ди Соза.
В 2015 году широко отмечалось 50-летие издательства «Dom Quixote». Сну Абекассиш была названа «датской женщиной, которая открыла Португалию».